# كفر فزارة
قرية كفر فزارة هي إحدى القرى التابعة لمركز سنورس في محافظة الفيوم في جمهورية مصر العربية. حسب إحصاءات سنة 2006، بلغ إجمالي السكان في كفر فزارة 9996 نسمة، منهم 5141 رجل و4855 امرأة.